# スラウェシ島地震
スラウェシ島地震（スラウェシとうじしん、インドネシア語: Gempa bumi Sulawesi）とは、2018年9月28日18時2分43秒にインドネシアのスラウェシ島中部スラウェシ州ドンガラ県・パルの北78kmを震央として発生したモーメント・マグニチュード（Mw）7.5の地震。世界でも例のない、液状化現象による大規模な被害が発生し、地すべりによるとみられる津波も発生した。

## 地震
本震の発震機構は南北走向の左横ずれ断層型と推定されている。メカニズム解および余震分布から、震源断層は左横ずれ断層であるパル-コロ断層とみられる。この断層はスラウェシ島北西沖からパルを経由してスラウェシ島中部まで、北北西から南南東に延びる形で分布している。この断層の平均変位速度は32-45 mm/年と非常に活動的であり、スンダプレートとモルッカ海プレートのトランスフォーム境界とされている。
M7.5の本震の約3時間前にM6.1の地震が発生しており、この前震によって1人が死亡、10人が負傷が報告されていた。
この地震によってドンガラやパルでは改正メルカリ震度階級IXが報告されている。

## 液状化
パル市サウスパルのペトボ地区（南緯0度56分22.3秒 東経119度55分5秒 / 南緯0.939528度 東経119.91806度）など3地域で、液状化現象による大規模な泥流が発生した。これによる被害地域は計5平方キロ以上で、いずれも傾きが1度程度のなだらかな斜面であり、場所によっては1キロ以上も地面が水平に移動、幅1キロ、長さ3キロにわたって流動した。この現象は地下水圧が高い地層（被圧帯水層）が影響しているとみられ、地震前から棒を刺すと水が出たこともあったという。現地を調査した東京大学准教授の清田隆は、水圧の高い地層の上を普段は粘土層が蓋をする形となっているが、地震によりこれが崩れ、地下水の上昇が続いて液状化が止まらなかった可能性を指摘した。なお日本で同様の大規模な地盤流動が発生した記録はない。

## 津波
地震発生直後に中部スラウェシ州と西スラウェシ州沿岸に津波警報が発表されたが、1時間後に解除された。その後パルで2m程度の津波が到達している動画や画像がSNS上に挙がり、津波が発生していたことが確認された。
インドネシア国家災害対策庁の報道官は今回の地震による津波が最大で11.3mの高さに達していたと発表した。津波は海岸線から約468mの内陸部まで達したという。
この地震の発震機構は左横ずれ断層型であり、ふつうは大きな津波を発生させない。パル湾で大きな津波を発生させた要因としては、沿岸や海底で発生した複数の地すべりによるものの可能性が高い。津波の到達時間が通常よりも早く、浸水範囲が海岸から100-300メートルの範囲に限られていた事は、原因が地すべりである可能性を示している。港湾空港技術研究所の佐々真志によると、この津波の原因となった地すべりは液状化によってもたらされたもので、沿岸部の少なくとも5か所で痕跡を確認したと言う。一方、湾内の海底の大半が地震によって陥没した形跡があり、これが津波を発生させたとの研究報告もある。

## 被害
地震、津波、液状化現象による大規模な泥流により4,340人が死亡し、667人が行方不明となったが、政府は同年10月12日に大規模な捜索活動を打ち切った。
パルで発生した大規模な液状化現象により、住宅は流されながら倒壊したり押しつぶされたりした。
中部スラウェシ州のパルやドンガラでは地震発生直後に停電が発生した。また、通信基地局500か所以上が被害を受けた。
パルでは病院やモスクのほとんどが崩壊した。また、5階建のショッピングセンターMALL TATURAが崩壊。その他のショッピングセンターも崩壊し、数十人が閉じ込められた。8階建のホテルRoa Roa Hotelも地震によって崩壊した。パルを象徴する建造物のパル橋IVも地震と津波によって崩壊した。ムティアラ・SIS・アル・ジュフリー空港では、滑走路に約500mの亀裂が入ったほか、管制塔が崩壊したことから、空港を一時閉鎖した。
スラウェシ島にある3か所の刑務所から、受刑者およそ1,200人が脱獄したことを明らかにした。
パル、神戸国際支縁機構（2018年9月30日）、被災の子ども施設建造着工。